# Roxa
Roxa, ook gekend als Canhabaque, is een eiland van de Bissagoseilanden voor de kust van Guinee-Bissau in de Atlantische Oceaan. Het maakt deel uit van de regio Bolama en hierbinnen de sector Bubaque. Het eiland heeft een oppervlakte van 111 vierkante kilometer. Het is 20 kilometer lang en tot 11 kilometer breed. Het eiland heeft 2.478 inwoners (volkstelling 2009), verdeeld over de dorpen Ambuduco, Ampucute, Ancanhozinho, Indenazinho, Ancaguine, Ancatipe, Angaura, Indena Grande, Ga-Cote, Inore, Ambena, Bine, Inhoda, Idjoue, Eboco, Meneque, Ancanam, Anghudjiga, Anghumba en Antchurupe. Er is een vuurtoren aan de oostkant van het eiland, de brandpuntsafstand is 26 m.

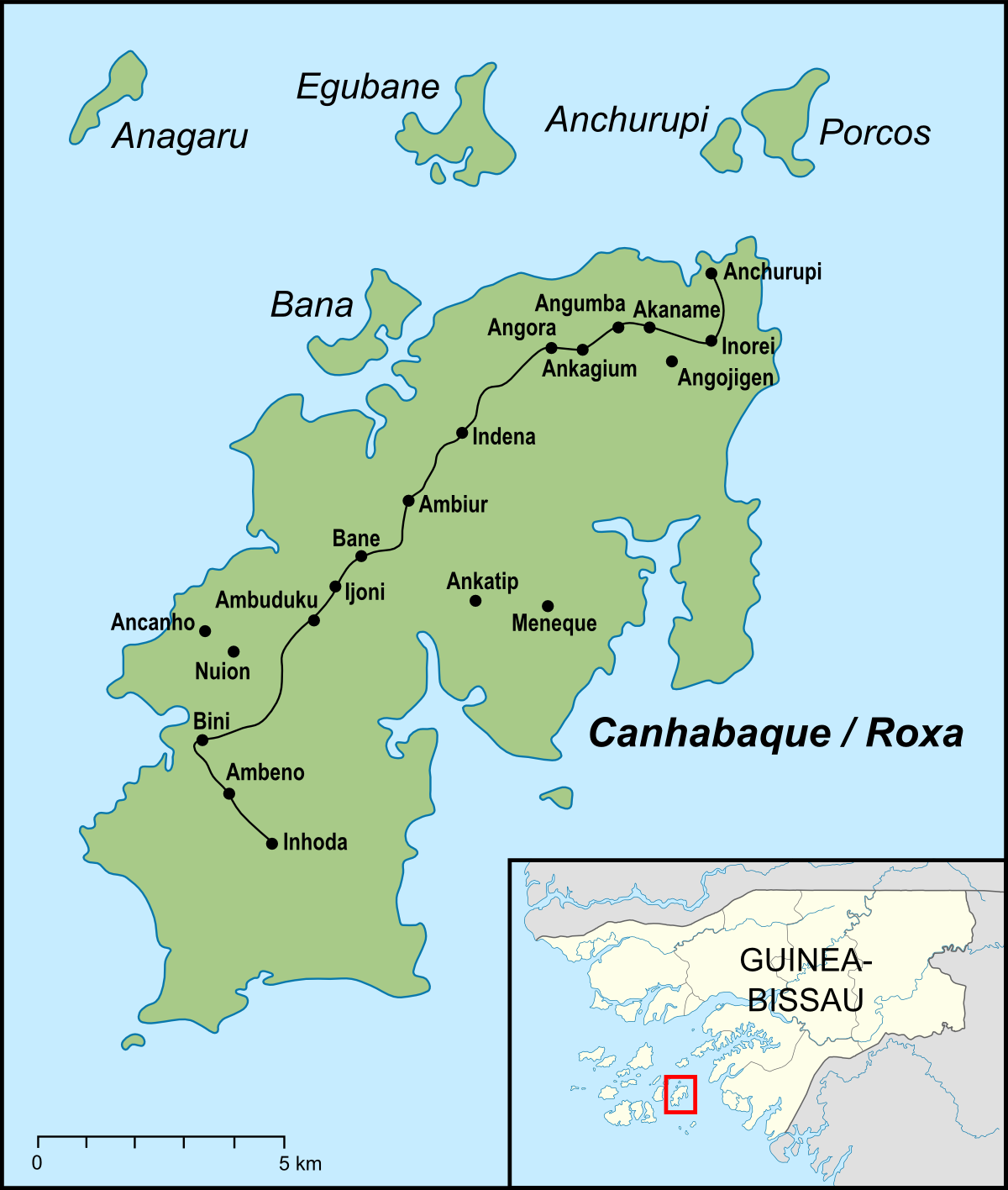
De dorpen en hoofdweg